# Нифонт II Цариградски
Патријарх Нифонт II (грч. Πατριαρχης Νηφων Β΄ 11. августа 1508, Атос) - је био епископ Цариградске патријаршије и цариградски патријарх у периодима (1486-1488, 1497-1498, 1502).

## Биографија
Рођен је на Пелопонезу у јужној Грчкој, из мешовитог брака, мајка је била грчка племкиња, а отац Албанац.
У Епидауру је пострижен за монаха са именом Нифонт. Бавио се калиграфијом и копирањем рукописа.
Заједно са монахом Захаријом (бугарски) настанио су у манастиру Пресвете Богородице у Охриду. Када је Захарија изабран за охридског архиепископа, Нифонт је отишао на Атос и тамо је постављен за јеромонаха.
1482. године изабран је за солунског митрополита, а крајем 1486. године, уз подршку утицајних влашких владара, изабран је за цариградског патријарха. Пошто је био патријарх 15 месеци, био је принуђен да напусти престо због немира који су у то време настали.
После другог постављења, Влашки владар Раду IV позвао је Нифонта да управља локалном митрополијом, након чега је освештао цркву Светог Николе манастира Дела. Нифонт је много помогао војводи у организовању црквених и грађанских послова и покушао је да побољша морал бојара и народа.
Око 1504. године Нифонт се повукао у Атос, где је и умро.
После његове смрти у Влашкој су га почели поштовати као свеца.
Православна црква га помиње 11. августа по јулијанском календару.